# Wolfgang Beckermann
Wolfgang Beckermann (Greven, 5 agosto 1959) è un politico tedesco.
Politico locale apartitico, è stato il primo consigliere comunale a tempo pieno di Osnabrück. È membro del comitato culturale dell'Associazione delle città tedesche e membro del presidium dell'Associazione teatrale tedesca. Al 2024 è membro della giuria d'onore del Premio per la pace Erich Maria Remarque.

## Biografia

### Primo assessore e tesoriere comunale di Greven (fino al 2016)
Wolfgang Beckermann è nato il 5 agosto 1959 a Greben e ha conseguito una laurea in amministrazione pubblica ed è stato membro del comitato di amministrazione e delegato generale del sindaco Peter Vennemeyer nella sua città natale, Greven, in qualità di tesoriere comunale e primo assessore fino al 2016. Prima della sua elezione ad assessore, la sua attività professionale si è concentrata su diverse funzioni nell'ambito della pubblica amministrazione e delle scienze amministrative - tra cui quella di responsabile del controllo centrale di Greven e di esperto amministrativo nella modernizzazione del governo locale.

### Ricerca e insegnamento nelle scienze amministrative
Beckermann ha insegnato a tempo parziale presso l'Università di Scienze Applicate per l'Amministrazione Pubblica della Renania Settentrionale-Vestfalia su argomenti di amministrazione aziendale pubblica (ÖBWL) come la gestione del personale e l'organizzazione, in un corso di master presso l'Università di Kassel (MPA) in gestione dell'innovazione e presso l'Istituto di Studi Westfalia-Lippe nel campo dell'organizzazione amministrativa. Ha inoltre partecipato allo sviluppo del Nuovo Modello di Gestione (NSM) sia attraverso pubblicazioni che contribuendo a relazioni di esperti. In seguito, è stato docente di gestione organizzativa e del personale presso l'Università di Scienze Applicate per la Polizia e l'Amministrazione Pubblica della Renania Settentrionale-Vestfalia (HSPV NRW).

### Consigliere comunale e membro del consiglio per gli affari culturali di Osnabrück (dal 2017)
Dal 1º gennaio 2017, Beckermann è divenuto consigliere comunale di professione e membro del consiglio dell'amministrazione della città di Osnabrück, in Bassa Sassonia, dove è il rappresentante generale del sindaco Katharina Pötter. Dal gennaio 2017 all'aprile 2019, ha diretto il dipartimento per l'istruzione, gli affari sociali, i giovani, lo sport e la cultura. A seguito di una riforma organizzativa dell'amministrazione comunale e della creazione di un dipartimento sociale indipendente, dall'aprile 2019 Beckermann ha ricoperto il ruolo di responsabile di educazione, scuole, sport, cultura, bambini, giovani e famiglia, continuando ad essere il rappresentante generale del sindaco. Nel settembre 2019, Beckermann è stato eletto anche primo consigliere comunale di Osnabrück per un periodo di otto anni.

### Vita privata
Wolfgang Beckermann è cattolico, sposato e padre di due figli adulti.

## Comitati e partecipazioni
- Consiglio della Città di Osnabrück per l'Educazione, le Scuole, lo Sport, la Cultura, i Bambini, i Giovani e la Famiglia;
- rappresentante generale del sindaco di Osnabrück;
- membro del Comitato amministrativo (VA) della Città di Osnabrück;
- membro del Consiglio di sorveglianza di Städtische Bühnen Osnabrück GmbH e gGmbH;

°membro del Consiglio di sorveglianza del Centro per l'istruzione degli adulti di Osnabrück;
- membro del Consiglio di sorveglianza di Osnabrück Marketing und Tourismus GmbH;
- membro del Consiglio di sorveglianza di Varusschlacht im Osnabrücker Land e. V.;
- presidente del Consiglio di amministrazione del Landschaftsverband Osnabrücker Land e.V. (LVO);
- membro del Consiglio di sorveglianza del Museo della cultura industriale (MIK);
- vicepresidente dell'Associazione e membro aggiunto dell'Assemblea delle associazioni di scopo della Cassa di Risparmio di Osnabrück;
- membro del presidium dell'Associazione teatrale tedesca;
- membro del Consiglio di amministrazione dell'Associazione teatrale tedesca;
- vicepresidente del gruppo delle persone giuridiche dell'Associazione teatrale tedesca;
- membro dell'Associazione regionale del Nord dell'Associazione teatrale tedesca;
- membro del Comitato per le scuole, i giovani e la cultura dell'Associazione delle città e dei comuni della Bassa Sassonia;
- membro del gruppo di lavoro dei responsabili dei dipartimenti sociali e giovanili dell'Associazione delle città della Bassa Sassonia;
- membro aggiunto del comitato statale per il benessere dei giovani della Bassa Sassonia;
- associazione dei tesorieri dello Stato della Renania Settentrionale-Vestfalia;
- membro del Comitato culturale dell'Associazione delle città tedesche (DST)[18].